# Stade municipal de Palamós - Costa Brava
Le Stade municipal de Palamós - Costa Brava (en espagnol : Estadio Municipal Palamós Costa Brava, et en catalan : Estadi Municipal Palamós Costa Brava), est un stade de football espagnol situé dans la ville de Palamós, en Catalogne.
Le stade sert de terrain à domicile pour l'équipe de football du Palamós CF.

## Histoire
Le Stade de Palamós - Costa Brava est inauguré le 29 août 1989 sous le nom de Nou Estadi Municipal de Palamós, et devient le nouveau domicile du Palamós CF en remplacement du Camp de Cervantes. Le premier match disputé sur le terrain est une rencontre amicale disputée le même jour (victoire 2-1 sur le FC Barcelone).
La première rencontre officielle disputée au stade municipal de Palamós se tient le 10 septembre 1989 lors d'un match nul 1-1 contre Levante UD en Segunda División.
Le 7 juillet 2014, le stade devient le nouveau terrain domicile de l'UE Llagostera, et ce pour les cinq saisons suivantes (remplaçant l'Estadi Municipal de Llagostera qui ne respectait pas les critères de la LFP espagnole). Le 2 août 2014, il est renommé Stade Municipal Palamós Costa Brava.
Durant l'été 2015, le stade est rénové avec l'ajout de sièges supplémentaires en tribunes, augmentant la capacité d'accueil du stade à 3724 spectateurs.

## Galerie

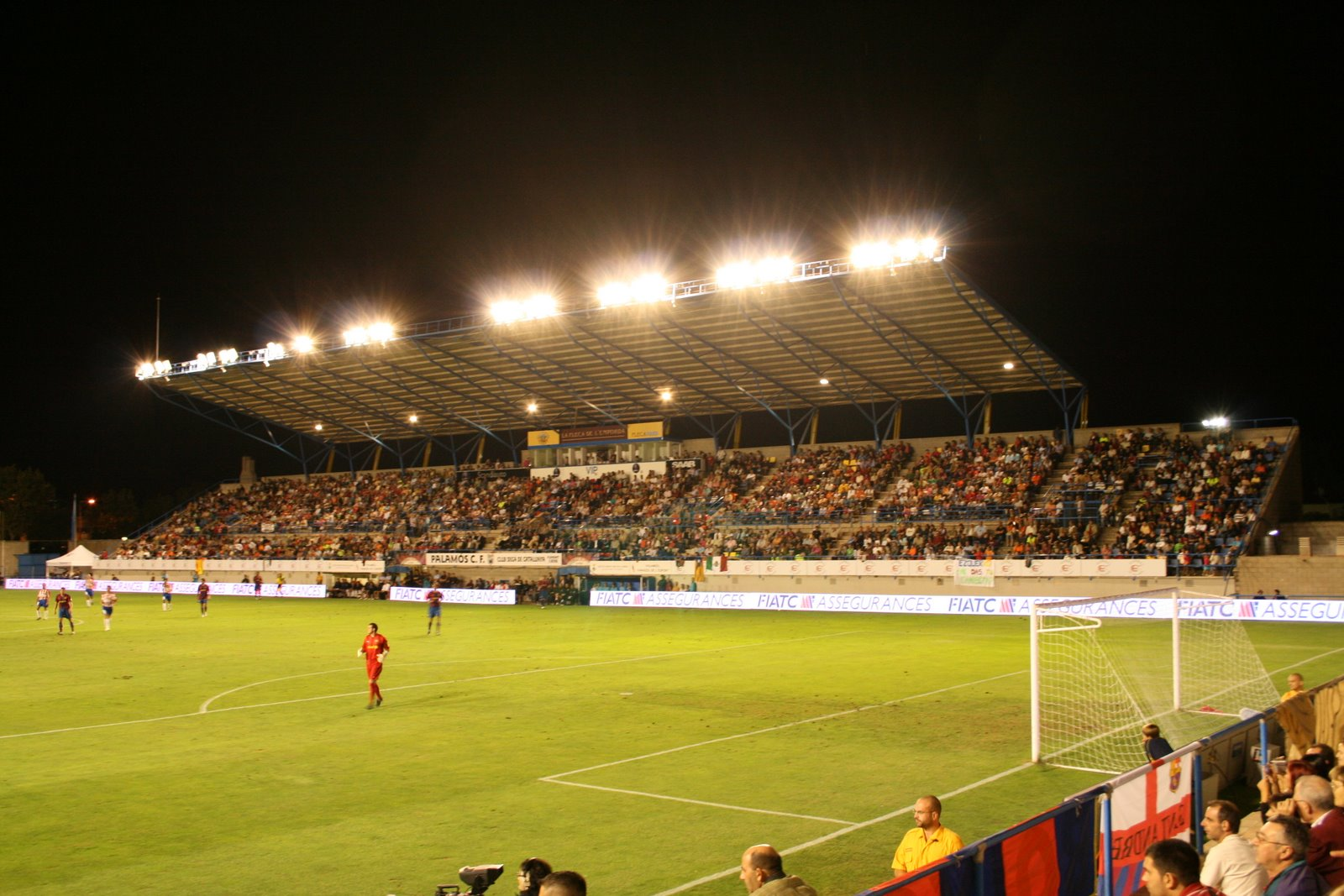

## Événements

### Matchs internationaux
| Date              | Compétition  | Équipe              | Résultat | Équipe |
| ----------------- | ------------ | ------------------- | -------- | ------ |
| 11 septembre 2018 | Match amical | Émirats arabes unis | 3 - 0    | Laos   |